# Instituto L. A. Mayer de Arte Islâmica

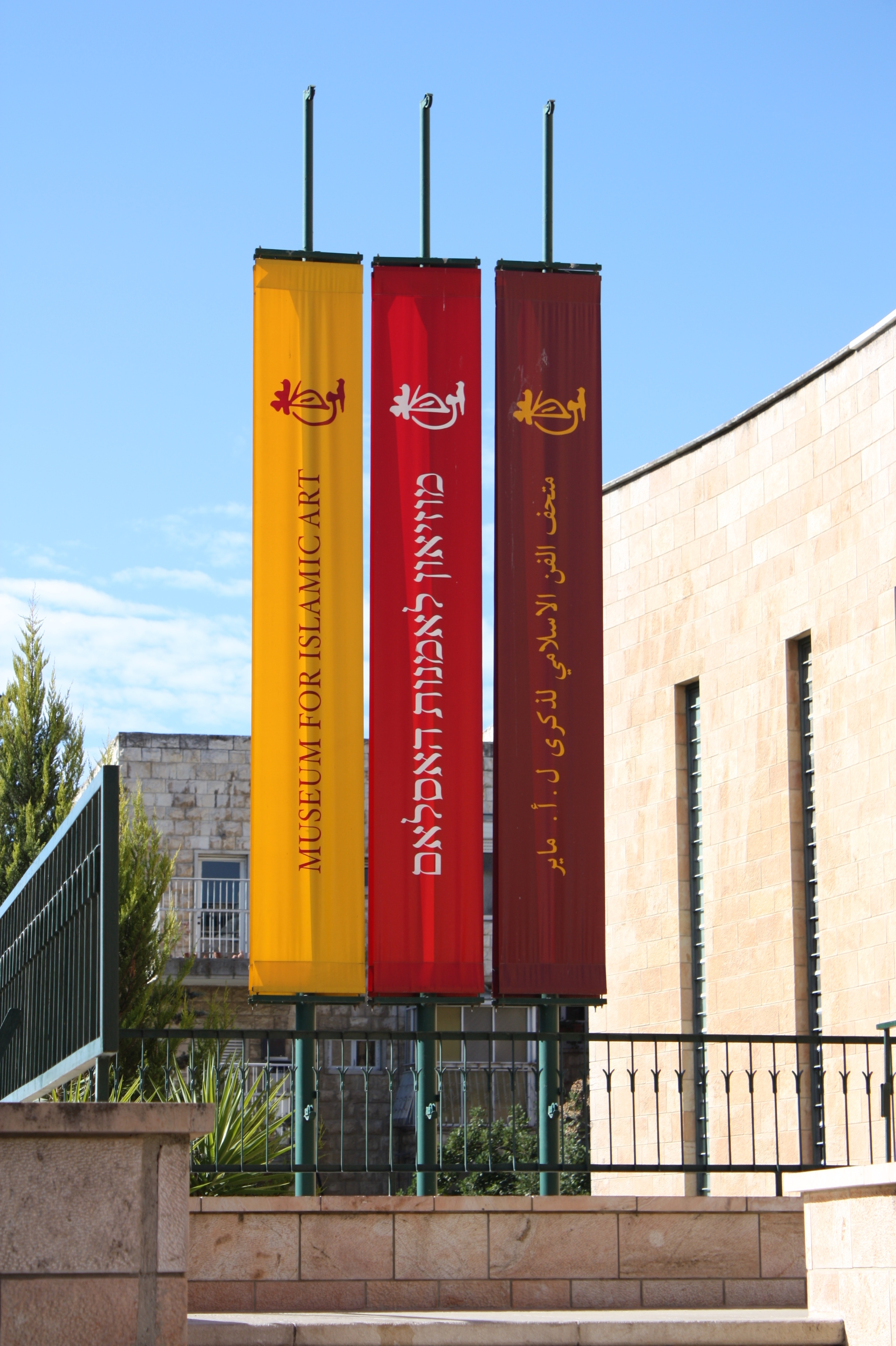
Símbolo trilingual del museo.

O Instituto L. A. Mayer de Arte Islâmica (em hebraico : מוזיאון ל. א. מאיר לאמנות האסלאם, em árabe : معهد ل. أمئير للفن الإسلامي) é um museu em Jerusalém, estabelecido em 1974. Ele está localizado em Katamon, a caminho do Teatro de Jerusalém. O museu abriga cerâmica islâmica, têxteis, jóias, objectos cerimoniais e outros artefactos culturais islâmicos. Não deve ser confundido com o Museu Islâmico de Jerusalém.

## História
O museu foi fundado por Vera Bryce Salomons, filha de Sir David Lionel Salomons, em memória de seu professor, Leo Aryeh Mayer, reitor da Universidade Hebraica de Jerusalém, um estudioso da arte islâmica que morreu em 1959.
Consiste em nove galerias organizadas em ordem cronológica, explorando as crenças e a arte da civilização islâmica. Além da colecção particular de Mayer, o museu abriga antigos pedaços de xadrez, dominó e cartões; punhais, espadas, capacetes; têxteis; jóias; artigos de vidro, cerâmica e metal produzidos em países com história islâmica, da Espanha até à Índia. Uma colecção de tapetes islâmicos foi adicionada em 1999.

## Colecção de relógios raros
Uma galeria no museu também mostra o relógio David Salomons e sua colecção de relógios. Salomons era o sobrinho do primeiro prefeito judeu de Londres.

### Roubo em 1983
Em 15 de abril de 1983, foram colectados cerca de 200 objectos, incluindo pinturas e dezenas de relógios e relógios raros. Entre os relógios roubados estava o relógio conhecido como "Marie-Antoinette" (relógio número 160), o chamado "Mona Lisa" de relógios, além de constituir a jóia na coroa da colecção, que havia sido fabricada pelo famoso relojoeiro e inventor franco-suíço Abraham Louis Breguet, fornecedor do tribunal da rainha Marie Antoinette. O valor do relógio "Marie-Antoinette" foi estimado em US $ 30 milhões. Fazia parte de uma colecção única de 57 relógios Breguet doados ao museu pela filha de Sir David Lionel Salomons, um dos principais especialistas em colecções da Breguet. 
O caso permaneceu sem solução por mais de 20 anos. Pouco antes de morrer em 2004, Namaan Diller confessou seu crime à esposa Nili Shamrat e, em agosto de 2006, tentou vender muitos itens roubados - incluindo o relógio "Marie- Antoinette " e um "Breguet Sympathique "- ao museu, embora seu preço inicial de US $ 2 milhões tenha sido eventualmente reduzido a apenas US $ 35.000. Quando a polícia procurou a casa do casal em Los Angeles, foram encontrados mais objectos perdidos e os documentos recuperados os levaram a cofres e unidades de armazenamento na França, Alemanha, Holanda e Israel. Em 2008, todos os dez objectos que Diller roubou do Museu Mayer foram recuperados.
Shamrat foi preso em maio de 2008 depois que uma pesquisa domiciliar de investigadores israelitas e americanos revelou vários relógios roubados, algumas pinturas e catálogos raros do século XVIII com o nome dos relógios e seus fabricantes. Em 18 de novembro de 2008, policiais franceses e israelitas descobriram mais 43 relógios roubados em dois cofres bancários na França. Dos 106 relógios raros roubados em 1983, 96 foram recuperados. Em 3 de abril de 2010, a viúva Nili Shamrat foi condenada a 300 horas de serviço comunitário e condenada a cinco anos por posse de bens roubados.

## Arte árabe contemporânea
Em 2008, foi inaugurada uma exposição colectiva de arte árabe contemporânea no Instituto LA Mayer, a primeira exposição de arte árabe local em um museu israelita e a primeira a ser montada por um curador árabe. Treze artistas árabes participaram do show.